# Аликоновка (река)
Аликоновка или Алика́новка (карач.-балк. Аликоновка) — река в Карачаево-Черкесии и Ставропольском крае России. Правый приток реки Подкумок. Длина реки составляет 26 км, площадь водосбора — 118 км².
Долина реки — узкая, разрезает северный склон Скалистого хребта, носит глубокий, V-образный характер. Исток реки расположен на высоте около 2000 м.
Качество воды в 2008 году оценивалось III классом — «умеренно загрязнённая, ИЗВ = 1,441». Ширина водоохранной зоны, в соответствии с частью 4 статьи 65 Водного кодекса РФ, составляет 100 метров.
При выборе места для Пятигорской электростанции 27 августа 1901 года началось практическое изучение режима реки Подкумок. Первые замеры воды Подкумка были проведены за Кисловодском, при впадении Аликоновки, однако в результате было выбрано место ниже по течению. 
На реке Аликоновке находится региональный природно-рекреационный объект — Медовые водопады и объект культурного наследия Мёртвый водопад.  261721155370005. В нижнем течении (в черте города Кисловодска) река запружена, образовано озеро Старое.

## Галерея
- Медовый водопад в ущелье Аликоновки
- Водопад в ущелье Аликоновки
- Река Аликоновка и Медовые водопады